# Klementyna Hoffmanowa
Klementya Hoffmanowa Tańska, poljska pisateljica, prevajalka, urednica, založnica, pedagoginja in družbena aktivistka, * 23. november 1798, Varšava, Poljska. ✝ 21. september 1845, Passy, Francija.

## Življenje
Rodila se je v plemiški družini v Varšavi. Dva meseca po rojstvu se je z mamo preselila v vas na posestvo blizu Sochaczewa, ki ga je najemal njen oče. Klementyna Hoffmanowa je trinajst let odraščala brez staršev, saj je oče v njenem otroštvu delal kot sekretar Adama Kazimierza Czartorijskega v mestu Puławy. Leta 1811 je nenadoma umrl, zato je Klementyna živela z materjo in sestrama. Njena mati in ugledni prijatelji so si zanjo želeli kvalitetne izobrazbe in si še posebej prizadevali za brezhibno znanje francoskega jezika in poznavanje literature. V tem času se je začela zanimati tudi za svoj materni jezik. Leta 1815 se je z družino preselila v center Varšave, kjer je njena mama uredila salon za srečevanja pisateljev in učenjakov. Kasneje je zaradi svojega pisanja postala prva finančno neodvisna poljska pisateljica. Poročila se je z znanim politikom, pravnikom in zgodovinarjem Karolom Boromeuszem Hoffmanom.
Po izbruhu novembrske vstaje (1830) je Klementyna Hoffmanowa ustanovila Dobrodelno društvo varšavskih patriotk in sama sodelovala pri oskrbi ranjencev. Namen društva je bil pomagati vstajnikom in delati v vojaških bolnišnicah. Društvo je vodila in ohranjala stik z njim še, ko je bila prisiljena zapustiti Poljsko. Emigrirala je v Dresden in z možem sodelovala v Poljskem komiteju. V njuni hiši so se zbirali znani Poljaki, med drugim tudi Adam Mickiewicz. Leta 1832 so ju nemške oblasti izgnale. Po izgonu sta se dokončno ustalila v Parizu. Klementyna Hoffmanowa je umrla zaradi raka na dojkah v 47. letu starosti. Pokopana je na pokopališču Pére-Lachaise, njeno srce pa hranijo v Vavelski stolnici v Krakovu.

## Delo
Delovala je na več področjih, ukvarjala se je predvsem s prozo in pedagoškim delom. Leta 1818 je bilo v časopisu Pamiętnik Warszawski objavljeno njeno prvo besedilo, Synonimy, ki ga je napisala skupaj s sestro Aleksandro. Leto kasneje je pod psevdonimom Młoda Polka (»Mlada Poljakinja«) objavila knjigo Pamiątka po dobrej matce, czyli ostatnie jej rady dla córki, ki je med kritiki in bralci požela velik uspeh in je kmalu dobila status »Biblije za vzgojo deklet«. Avtorica, katere ime je hitro prišlo na plano, je postajala čedalje bolj prepoznavna v poljski družbi. Kot pedagoška delavka je bila imenovana za inšpektorico dveh šol in dveh dekliških internatov, čez nekaj let pa je postala inšpektorica vseh šol in dekliških internatov v prestolnici.
V tem obdobju je še zmeraj veliko časa posvečala pisanju. Objavljeni sta bili še dve njeni knjigi, Powieści moralne dla dzieci in Amelia matką, ki je bila nekakšen učbenik za matere. Eno njeno najuspešnejših del, zgodovinski roman Dziennik Franciszki Krasińskiej, je bilo tudi prevedeno v mnogo jezikov. 
Pri 26-ih letih je začela izdajati prvo poljsko revijo za otroke in mladino, Rozrywki dla dzieci, ki pa je po štirih letih zaradi cenzure nehala izhajati. V reviji so se pojavljale razne pesmi, pravljice in pripovedi, katerih avtorica je bila pogosto Hoffmanowa sama.
Leta 1826 je bila imenovana za profesorico na novo nastalem Inštitutu za guvernante, kjer je bila edina ženska v pedagoškem kadru. Med njenimi učenkami je bilo tudi nekaj deklet, ki so kasneje tudi same postale pisateljice Felicja Boberska se je spominja z velikim spoštovanjem, medtem ko Narcyza Żmichowska kritizira njen konservatizem. Po emigraciji je v Parizu delovala v Dobrodelnem društvu poljskih dam (Towarzystwo Dobroczynności Dam Polskich)  in Literarnem društvu (Towarzystwo Literackie), kjer je prijateljevala z Adamom Mickiewiczem in Frédéricom Chopinom. Še naprej je delovala kot pisateljica in pedagoginja. V tem obdobju je izdala več del, med drugim skrajšano različico svojih predavanj z Inštituta za guvernante pod naslovom O moralności dla kobiet. Pisala je dnevnike, v katerih se je pogosto spominjala življenja z družino v Varšavi. 
Hoffmanowa je reformirala izobrazbo deklet v duhu idealov na novo nastalega meščanstva, ki mu je tudi sama pripadala. Bila je začetnica pedagoške literature in ustvarjala otroško književnost v poljščini. Med drugim je okoli leta 1830 ustvarila tudi prvo poljsko poučno družabno igro za otroke in mladino, Assarmot.
Po smrti Hoffmanowe je izšla zbirka Działa, katere urednica je bila njena učenka Narcyza Żmichowska, ki je bila do dela svoje nekdanje učiteljice sicer kritična. 
V slovenščino ni prevedeno nobeno izmed njenih del.

## Seznam izbranih del
- 1818: Synonimy
- 1819: Pamiątka po dobrej matce, czyli ostatnie jej rady dla córki
- 1820: Powieści moralne dla dzieci
- 1822–1824: Amelia matką
- 1823: Wiązanie Helenki
- 1823–1824: Powiastki, objavljene v reviji Rozrywki Wieczorne
- 1824–1828: Powiastki, objavljene v reviji Rozrywki dla Dzieci
- 1824–1826: Listy matki o wychowaniu córek swoich
- 1824: Listy brata do siostry o języku polskim
- 1824–1828: Biografie znakomitych Polaków i Polek
- 1824–1828: Komedyjki
- 1824: Listy Elżbiety Rzeczyckiej do przyjaciółki Urszuli
- 1825: Druga książeczka Helenki
- 1825: Dziennik Franciszki Krasińskiej w ostatnich latach Augusta III pisany
- 1828: Książeczka do modlitwy dla dzieci
- 1831: Powieści z Pisma Świętego wybrane z ksiąg historycznych Starego Zakonu
- 1833: Małe powieści z Pisma Świętego
- 1833: Wybór pism
- 1836: Książka do nabożeństwa dla Polek
- 1838: Powiastki, powieści i komedyjki moralne
- 1838: Małe powieści i rozmowy dla dzieci zaczynających czytać po polsku
- 1839: Karolina
- 1839: Przyjemność z pożytkim, czyli ośm powieści
- 1840: Olesia i Adaś
- 1840: O moralności kobiet
- 1841: Krystyna
- 1842: Jan Kochanowski w Czarnolesie
- 1843: Święte niewiasty
- 1844: Opis przejazdu przez Niemcy w listach Wacława do siostry swojej Jadwigi
- 1845 (najverjetneje – točen datum ni znan): Plan d’un établissement d’éducation complémentaire pour les femmes
- 1846: Pismo Święte wybrane z ksiąg Starego i Nowego Zakonu, objaśnione uwagami pobożnych uczonych i ofiarowane matkom i dzieciom polskim
- 1849: Pamiętniki
- 1849: Encyklopedia doręczna
- 1851: Notatki
- 1866: Historia powszechna dla płci żeńskiej